# Джеймс Хонг
Джеймс Хонг (на английски: James Hong) (роден на 22 февруари 1929 г.) е американски актьор. От 50-те години се е снимал в редица холивудски продукции. Известни роли са му тези на Ханибал Чу в „Блейд Рънър“ (1982), Дейвид Ло Пан в „Големи неприятности в малкия Китай“ (1986), Джеф Уонг в „Светът на Уейн 2“ (1993) и Чи-Фу в „Мулан“ (1998). Той озвучава Далонг Уонг в „Приключенията на Джеки Чан“ и Г-н Пинг в „Кунг-фу панда“ и неговите продължения.